# Jackson United
I Jackson United sono un gruppo pop punk statunitense composto da Chris Shiflett (chitarra e voce, chitarrista dei Foo Fighters), suo fratello Scott al basso e Doug Sangalang alla chitarra (ex componente degli Screw 32 e dei Limp). Alla batteria vi era inizialmente Pete Parada (batterista che ha suonato anche con gli Offspring), sostituito successivamente da Cary Lascala, che ha a sua volta abbandonato il gruppo. Per le registrazioni delle parti di batteria dell'ultimo album Harmony and Dissidence hanno collaborato sia Dave Grohl che Taylor Hawkins dei Foo Fighters.
La produzione musicale del gruppo è composta dagli album Western Ballads del 2005, Harmony and Dissidence del 2008 e dall'EP omonimo.

## Formazione

### Formazione attuale
- Chris Shiflett - chitarra e voce
- Doug Sangalang - chitarra
- Scott Shiflett - basso

### Ex componenti
- Pete Parada - batteria
- Cary Lascala - batteria
- Omen Starr - basso

## Discografia
- 2003 - Jackson (EP)
- 2005 - Western Ballads
- 2008 - Harmony and Dissidence

### Apparizioni in compilation
- 2003 - Warped Tour 2003 Tour Compilation